# Lativo
Il lativo è un caso grammaticale che indica il movimento in una posizione. Il caso lativo appartiene al gruppo dei casi locali generali insieme al caso locativo e separativo. Il termine deriva dal latino lat-, il participio radice di ferre, "portare".
Il caso lativo è tipico delle lingue uraliche ed era uno dei casi proto-uralici. Esiste ancora in molte lingue uraliche, ad esempio, finlandese, Erzya, Moksha e Mari Orientale.
Si trova anche nelle lingue Dido, come Tsez, Bezhta e Khwarshi, così come nelle lingue del Caucaso meridionale, come Laz o Lazuri.

## Finlandese
In finlandese, il caso lativo è in gran parte obsoleto. Ricorre ancora in vari avverbi: ahimè "giù", kauas / kauemmas "(spostandosi) lontano / più lontano", pois "(andando) lontano" e rannemmas "verso e più vicino alla riva". Il suffisso lativo è solitamente -s .
Nel finlandese moderno, è stato sostituito da un sistema più complicato di casi locativi e enclitici, e l'originale -s si è fuso con un altro suffisso lativo o locativo e si è trasformato nei moderni suffissi inessivi, elativi, illativi e traduttivi.

## Tsez
Nelle lingue caucasiche nord-orientali, come Tsez, il lativo assume anche le funzioni del caso dativo nel contrassegnare il destinatario o il beneficiario di un'azione. Da alcuni linguisti, sono ancora considerati come due casi separati in quelle lingue sebbene i suffissi siano esattamente gli stessi per entrambi i casi. Altri linguisti li elencano separatamente solo allo scopo di separare i casi sintattici dai casi locativi. Di seguito viene fornito un esempio con il verbo ditransitivo "show" (letteralmente: "far vedere"):
Il dativo/lativo viene utilizzato anche per indicare il possesso, come nell'esempio sotto; non esiste un verbo simile per "avere".
Il caso dativo / lativo si verifica solitamente, come negli esempi precedenti, in combinazione con un altro suffisso come caso possibile; non dovrebbe essere considerato come un caso separato, poiché molti dei casi locativi in Tsez sono costruiti analiticamente. In realtà sono una combinazione di due suffissi case. Per ulteriori dettagli, vedere Tsez language # Locative case suffixes.
Anche i verbi di percezione o emozione (come "vedere", "sapere", "amare", "volere") richiedono che il soggetto logico stia nel caso dativo/lativo, si noti che in questo esempio il dativo/lativo "puro" senza viene utilizzato il suo suffisso POSS.